# (537183) 2015 HO150
(537183) 2015 HO150 es un asteroide perteneciente al cinturón de asteroides, región del sistema solar que se encuentra entre las órbitas de Marte y Júpiter.
Fue descubierto el 31 de enero de 2015 por el equipo del telescopio Pan-STARRS desde el observatorio de Haleakala.

## Designación y nombre
Designado provisionalmente como 2015 HO150.

## Características orbitales
2015 HO150 está situado a una distancia media del Sol de 2,702 ua, pudiendo alejarse hasta 3,198 ua y acercarse hasta 2,205 ua. Su excentricidad es 0,184 y la inclinación orbital 12,514 grados. Emplea 1622,02 días en completar una órbita alrededor del Sol.
Los próximos acercamientos a la órbita de Júpiter ocurrirán el 27 de agosto de 2155 y el 7 de marzo de 2191.

## Características físicas
La magnitud absoluta de 2015 HO150 es 16,88.